# 交響曲第5番 (リース)
交響曲第5番 ニ短調 作品112（こうきょうきょくだい5ばん にたんちょう さくひん112）は、ドイツの作曲家、フェルディナント・リースが1813年に作曲した2番目の交響曲。
彼のピアノの師であるルートヴィヒ・ヴァン・ベートーヴェンの交響曲第5番からの影響が顕著である。1814年2月14日にロンドンで初演が行われた。

## 楽器編成
フルート、オーボエ2、ファゴット2、ホルン2、トランペット2、トロンボーン3、ティンパニ、弦楽

## 楽曲構成

### 第4楽章：Finale. Allegro
| サブスタブ | この項目は、まだ閲覧者の調べものの参照としては役立たない、書きかけの項目です。この項目を加筆・訂正などしてくださる協力者を求めています。このテンプレートは分野別のサブスタブテンプレートやスタブテンプレート（Wikipedia:分野別のスタブテンプレート参照）に変更することが望まれています。 |